# Posidonia australis
Posidonia australis е вид растение от семейство Posidoniaceae. Видът е почти застрашен от изчезване.

## Разпространение
Разпространен е в Австралия.